# Gran Premi d'Espanya del 2013
El Gran Premi d'Espanya de Fórmula 1 de la temporada 2013 es disputà al Circuit de Montmeló, l'11 i 12 de maig del 2013.

## Resultats de la qualificació
| Pos                           | No | Pilot               | Constructor          | Part 1   | Part 2   | Part 3   | Sortida |
| ----------------------------- | -- | ------------------- | -------------------- | -------- | -------- | -------- | ------- |
| 1                             | 9  | Nico Rosberg        | Mercedes             | 1:21.913 | 1:21.776 | 1:20.718 | 1       |
| 2                             | 10 | Lewis Hamilton      | Mercedes             | 1:21.728 | 1:21.001 | 1:20.972 | 2       |
| 3                             | 1  | Sebastian Vettel    | Red Bull-Renault     | 1:22.158 | 1:21.602 | 1:21.054 | 3       |
| 4                             | 7  | Kimi Räikkönen      | Lotus-Renault        | 1:22.210 | 1:21.676 | 1:21.177 | 4       |
| 5                             | 3  | Fernando Alonso     | Ferrari              | 1:22.264 | 1:21.646 | 1:21.218 | 5       |
| 6                             | 4  | Felipe Massa        | Ferrari              | 1:22.492 | 1:21.978 | 1:21.219 | 91      |
| 7                             | 8  | Romain Grosjean     | Lotus-Renault        | 1:22.613 | 1:21.998 | 1:21.308 | 6       |
| 8                             | 2  | Mark Webber         | Red Bull-Renault     | 1:22.342 | 1:21.718 | 1:21.570 | 7       |
| 9                             | 6  | Sergio Pérez        | McLaren-Mercedes     | 1:23.116 | 1:21.790 | 1:22.069 | 8       |
| 10                            | 14 | Paul di Resta       | Force India-Mercedes | 1:22.663 | 1:22.019 | 1:22.233 | 10      |
| 11                            | 19 | Daniel Ricciardo    | Toro Rosso-Ferrari   | 1:22.905 | 1:22.127 |          | 11      |
| 12                            | 18 | Jean-Éric Vergne    | Toro Rosso-Ferrari   | 1:22.775 | 1:22.166 |          | 12      |
| 13                            | 15 | Adrian Sutil        | Force India-Mercedes | 1:22.952 | 1:22.346 |          | 13      |
| 14                            | 5  | Jenson Button       | McLaren-Mercedes     | 1:23.166 | 1:22.355 |          | 14      |
| 15                            | 11 | Nico Hülkenberg     | Sauber-Ferrari       | 1:23.058 | 1:22.389 |          | 15      |
| 16                            | 12 | Esteban Gutiérrez   | Sauber-Ferrari       | 1:23.218 | 1:22.793 |          | 192     |
| 17                            | 17 | Valtteri Bottas     | Williams-Renault     | 1:23.260 |          |          | 16      |
| 18                            | 16 | Pastor Maldonado    | Williams-Renault     | 1:23.318 |          |          | 17      |
| 19                            | 21 | Giedo van der Garde | Caterham-Renault     | 1:24.661 |          |          | 18      |
| 20                            | 22 | Jules Bianchi       | Marussia-Cosworth    | 1:24.713 |          |          | 20      |
| 21                            | 23 | Max Chilton         | Marussia-Cosworth    | 1:24.996 |          |          | 21      |
| 22                            | 20 | Charles Pic         | Caterham-Renault     | 1:25.070 |          |          | 22      |
| Temps de tall (107%):1:27.448 |    |                     |                      |          |          |          |         |
| Font:                         |    |                     |                      |          |          |          |         |

- ^1  — Felipe Massa ha estat penalitzat amb tres posicions a la graella de sortida per obstaculitzar Mark Webber a la qualificació.[2]
- ^2  — Esteban Gutierrez ha estat penalitzat amb tres posicions a la graella de sortida per obstaculitzar Kimi Räikkönen a la qualificació.[2]

## Resultats de la Cursa
| Pos   | No | Pilot               | Constructor          | Voltes | Temps / Retirada | Pos.Sortida | Punts |
| ----- | -- | ------------------- | -------------------- | ------ | ---------------- | ----------- | ----- |
| 1     | 3  | Fernando Alonso     | Ferrari              | 66     | 1h 39' 16. 596   | 5           | 25    |
| 2     | 7  | Kimi Räikkönen      | Lotus-Renault        | 66     | + 9.338 s        | 4           | 18    |
| 3     | 4  | Felipe Massa        | Ferrari              | 66     | + 26.049 s       | 9           | 15    |
| 4     | 1  | Sebastian Vettel    | Red Bull-Renault     | 66     | + 38.273 s       | 3           | 12    |
| 5     | 2  | Mark Webber         | Red Bull-Renault     | 66     | + 47.963 s       | 7           | 10    |
| 6     | 9  | Nico Rosberg        | Mercedes             | 66     | + 1' 08.020 min. | 1           | 8     |
| 7     | 14 | Paul di Resta       | Force India-Mercedes | 66     | + 1' 08.988 min. | 10          | 6     |
| 8     | 5  | Jenson Button       | McLaren-Mercedes     | 66     | + 1' 19.506 min. | 14          | 4     |
| 9     | 6  | Sergio Pérez        | McLaren-Mercedes     | 66     | + 1' 21.738 min. | 9           | 2     |
| 10    | 19 | Daniel Ricciardo    | Toro Rosso-Ferrari   | 65     | + 1 Volta        | 11          | 1     |
| 11    | 12 | Esteban Gutiérrez   | Sauber-Ferrari       | 65     | + 1 Volta        | 19          |       |
| 12    | 10 | Lewis Hamilton      | Mercedes             | 65     | + 1 Volta        | 2           |       |
| 13    | 15 | Adrian Sutil        | Force India-Mercedes | 65     | + 1 Volta        | 13          |       |
| 14    | 16 | Pastor Maldonado    | Williams-Renault     | 65     | + 1 Volta        | 17          |       |
| 15    | 11 | Nico Hülkenberg     | Sauber-Ferrari       | 65     | + 1 Volta        | 15          |       |
| 16    | 17 | Valtteri Bottas     | Williams-Renault     | 65     | + 1 Volta        | 16          |       |
| 17    | 20 | Charles Pic         | Caterham-Renault     | 65     | + 1 Volta        | 22          |       |
| 18    | 22 | Jules Bianchi       | Marussia-Cosworth    | 64     | + 2 Voltes       | 20          |       |
| 19    | 23 | Max Chilton         | Marussia-Cosworth    | 64     | + 2 Voltes       | 21          |       |
| Ret   | 18 | Jean-Éric Vergne    | Toro Rosso-Ferrari   | 52     | Col·lisió        | 12          |       |
| Ret   | 21 | Giedo van der Garde | Caterham-Renault     | 21     | Rodes            | 18          |       |
| Ret   | 8  | Romain Grosjean     | Lotus-Renault        | 8      | Suspensions      | 6           |       |
| Font: |    |                     |                      |        |                  |             |       |